# Nicea ostroma (1097)
Nicea ostroma az első keresztes hadjárat első összecsapása volt 1097. május 14. és június 19. között a bizánci segédcsapatokkal megerősített keresztesek és az Ikóniumi Szultánság csapatai közt. Az összecsapás a szeldzsuk csapatok vereségével ért véget, a bizánciak azonban rögtön birtokukba vették a várost annak eleste után, kivívva ezzel a keresztesek ellenszenvét, mely hosszabb távon káros következményekkel járt a két fél kapcsolatára nézve.

## Előzmények
A stratégiailag fontos fekvésű Niceát 1081-ben hódították el az Ikóniumi Szultánság csapatai a Bizánci Birodalomtól. A város rövidesen, I. Kilidzs Arszlán szultán uralma alatt, az államalakulat fővárosává vált.
Nicea fontossága miatt I. Alexiosz bizánci császár az 1096 novemberében Konstantinápolyba érkező keresztes csapatokat a város irányába orientálta, egy jelentősebb bizánci segédcsapatot rendelve melléjük, Manuel Boutoumitesz és Tatikiosz hadvezérek parancsnoksága alatt.
A keresztes csapatok 1097 áprilisának végén hagyták el a bizánci fővárost, május 6-án érkezve meg a város falai alá, de mivel a menetelés alatt élelmiszerkészleteik nagy részét felélték, nem kezdtek ostromhoz míg utánpótláshoz nem jutottak. Május 14-én végül körülzárták a várat, az északi oldalon Bohemund tarantói herceg, a keleti oldalon Bouillon Gottfried, míg délen Rajmund toulouse-i gróf csapatai táboroztak le. A nyugati oldalon az Ascanius tó (ma İzniki tó) helyezkedett el, melyet bizánci hadihajók tartottak blokád alatt.

## Az ostrom
Már a város ostromának kezdetén, május 16-án, a várvédők megkíséreltek egy kitörést a várból a keresztes csapatok szétverésére, de súlyos veszteségeket szenvedtek. Időközben Kilidzs Arszlán, akit az ostrom híre a danismendidák elleni hadjárata idején ért el, csapataival azonnal megindult a vár felmentésére, melyet május 21-én ért el. A keresztesek azonban egy véres csatában visszavonulásra kényszerítették a szultánt, ezzel megpecsételve a várvédők sorsát.
Alexiosz titokban utasítást adott Boutoumitesznek a várvédőkkel való titkos tárgyalásokra, időközben utasította Tatikioszt, hogy a keresztesek oldalán vegyen részt az ostromban, azt a látszatot keltve, hogy a bizánci csapatok fegyverrel foglalták el a várat. Ez a taktika sikerrel is járt, június 19-én a várvédők feladták a várat Boutoumitesznek.

## Következmények
A bizánci hadvezér a császár beleegyezésével felvette a Nicea hercege címet és – a keresztesek nagy felháborodására – megtiltotta a városban való szabad rablást, sőt azt sem engedélyezte, hogy egyszerre 10-nél több nyugati katona tartózkodjon a város területén. Kilidzs Arszlán családját – akik szintén a városban tartózkodtak az ostrom alatt – Konstantinápolyba vitték, majd váltságdíj nélkül szabadon bocsátották. A keresztesek kiengesztelésére Alexiosz pénzt, lovakat és egyéb ajándékokat küldött, mely azonban nem érte el a kívánt hatást, a bizánciakkal szembeni ellenszenv Antiochia 1098-as ostroma idején fog nyílt lázadásba átmenni, mikor a keresztes vezetők megtagadják a város átadását a bizánci császár megbízottjának, megvetve ezzel a szentföldi keresztes államok alapjait.